# نيك أندرسون
نيك أندرسون (بالإنجليزية: Nick Anderson)‏ مواليد 20 يناير 1968 في شيكاغو، هو لاعب كرة سلة أمريكي سابق بدأ مسيرته الاحترافية في سنة 1989 وحمل الرقم 25. يبلغ طوله 6 قدم 6 بوصة (2.0 م). اعتزل اللعب في 2002.

## فرق لعب لها
- أورلاندو ماجيك
- سكرامنتو كينغز
- ميمفيس غريزليس

## روابط خارجية
- نيك أندرسون على موقع إن بي أي (الإنجليزية)
- نيك أندرسون على موقع سبورتس رفرنس (الإنجليزية)
- نيك أندرسون على موقع كرة السلة الأوروبية.كوم (الإنجليزية)
- نيك أندرسون على موقع كلية كرة السلة في سبورتس رفرنس.كوم (الإنجليزية)
- نيك أندرسون على موقع ريلجم (الإنجليزية)
- نيك أندرسون على موقع بروبوليرز (الإنجليزية)